# Pietro Tamburini
Pietro Tamburini (Brescia, 1º gennaio 1737 – Pavia, 14 marzo 1827) è stato un presbitero, teologo e giurista italiano.

## Biografia

### La formazione a Brescia
Ricevette l'istruzione elementare grazie ad alcuni monaci precettori della sua città natale, e svolse quindi studi di retorica con il domenicano padre Pavoni. Date le ottime capacità proseguì gli studi di filosofia presso il Seminario della Pace con il teatino padre Scarella, di impostazione giansenista.
Fortemente influenzato dall'alto livello intellettuale e spirituale del seminario, dotato di una ricchissima biblioteca, terminati gli studi di filosofia il giovane Tamburini decise di aderire allo stato ecclesiastico, venendo ordinato sacerdote nel 1760, dopo aver frequentato la scuola teologica della Pace.
Grazie al favore del cardinale Giovanni Molin, fu nominato professore di metafisica al seminario vescovile e quindi chiamato a sostituire Baldassarre Zamboni nell'incarico di docente di teologia dogmatica. Tuttavia il clima a lui favorevole mutò quando, nel 1771, pubblicò un volumetto sulla grazia, De summa catholicae de gratia Christi doctrinae praestantia, in cui attaccava i gesuiti con una serie di argomenti teologici, gli stessi che diede per la discussione di fine anno a un chierico suo allievo nell'accademia scolastica. Il cardinale Molin, pressato dai gesuiti, da parte dei parroci e dal proprio vicario generale, non poté evitare di revocare la docenza al Tamburini alla fine del 1772.

### Roma e i circoli giansenisti
Fu così che l'abate Tamburini intorno alla Pasqua del 1773 si trasferì a Roma e, grazie all'interessamento del cardinale Marefoschi, ottenne l'incarico di Prefetto degli studi del Collegio irlandese, dove insegnava il teologo e scrittore Luigi Cuccagni. A Roma egli si inserì senza fatica nei circoli giansenisti conoscendone gli esponenti più in vista, quali Giovanni Gaetano Bottari, Pier Francesco Foggini, Scipione de' Ricci, in seguito vescovo di Pistoia, Cristoforo Amaduzzi, Paolo del Mare e Francesco Alpruni. Durante le riunioni del circolo, che prese il nome di "Circolo dell'Archetto", Tamburini ebbe a leggere diverse relazioni di carattere filosofico-teologico che furono poi pubblicate.
Tuttavia, con la prematura morte di papa Clemente XIV e l'ascesa al soglio pontificio del cardinale Angelo Braschi con il nome di Pio VI, la politica papale nei confronti dei giansenisti mutò radicalmente, divenendo piuttosto intollerante.
Tamburini rimase nella città ancora alcuni anni, nonostante fosse oggetto di polemiche per la riedizione del suo trattato sulla grazia, nonché osteggiato da parte dei vescovi irlandesi, contrari alle dottrine propugnate dai sacerdoti e dai chierici allievi del Collegio irlandese, di cui Tamburini era ancora Prefetto.

### Gli anni della docenza a Pavia

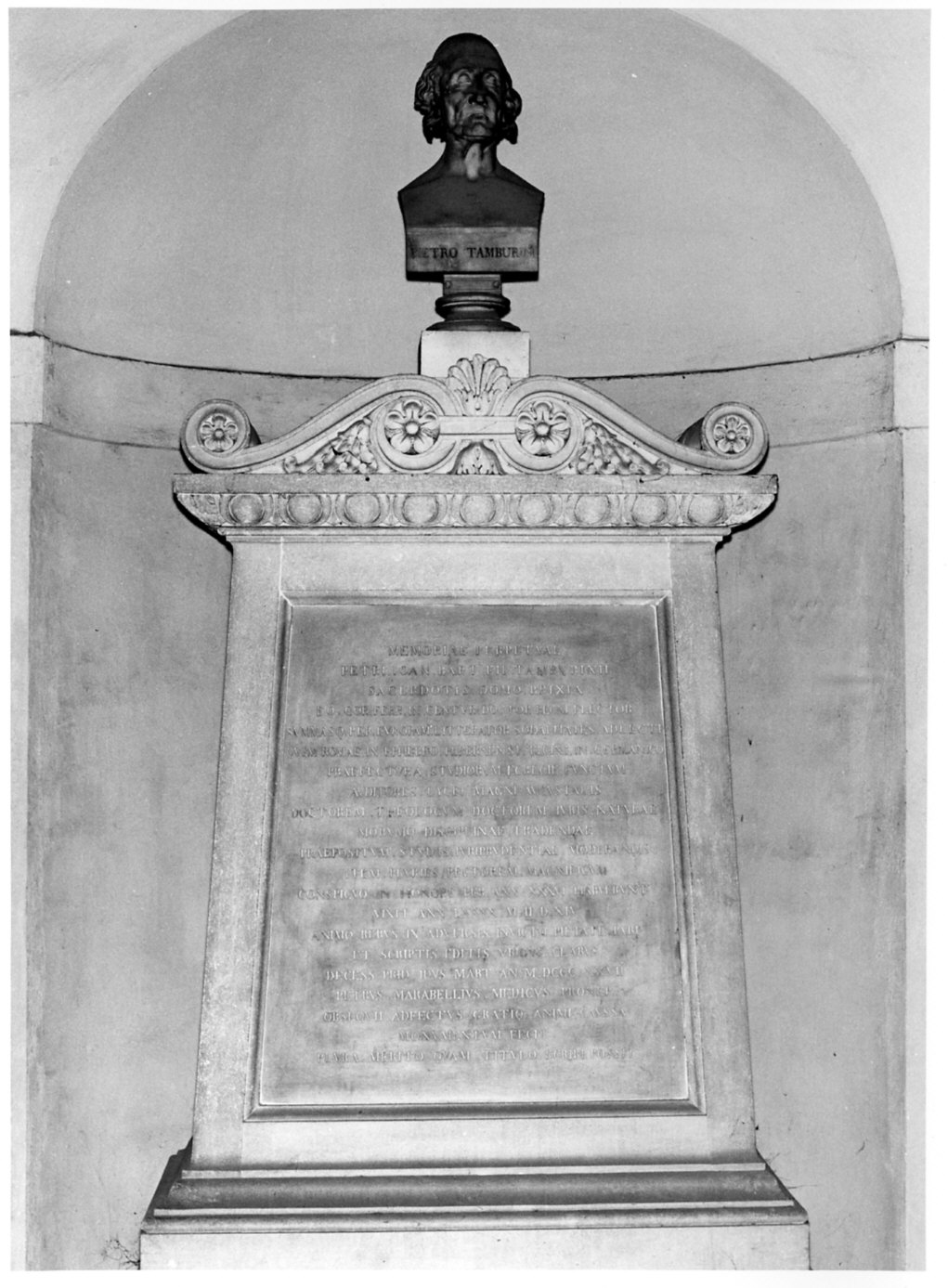
Monumento commemorativo presso l'Università di Pavia

Grazie anche all'intervento dell'amico e sodale di gioventù Giuseppe Zola, anch'egli convinto giansenista, il Tamburini fu quindi chiamato dall'Imperatrice Maria Teresa d'Austria a occupare la cattedra di teologia morale presso l'Università degli Studi di Pavia, nella Lombardia austriaca, dove iniziò l'attività accademica al principio del 1779. In questo periodo ricoprì anche la carica di Prefetto degli Studi presso il Collegio austro-ungarico, oggi Collegio Cairoli, e pubblicò numerosi testi frutto delle sue lezioni universitarie. Particolarmente importanti furono gli scritti stilati a sostegno dell'attività politica degli Asburgo, di cui fu in questi anni un convinto alleato.
Nel 1786 i suoi rapporti con Scipione de' Ricci gli valsero la nomina a promotore del sinodo diocesano di Pistoia, molte tesi del quale, volte ad una riforma in senso giansenista della Chiesa, furono poi condannate nel 1794 da Pio VI con la bolla Auctorem fidei.
Con la morte dell'Imperatore Giuseppe II nel 1790, e di suo fratello e successore Leopoldo II nel 1792, e a causa delle mutate condizioni politiche europee all'indomani della rivoluzione francese, nel 1794 Tamburini fu allontanato dall'Università di Pavia, di cui pure era stato rettore magnifico nel 1783 e nel 1790. Tuttavia, in seguito alla campagna d'Italia di Napoleone Bonaparte, che lo fece anche "Cavaliere dell'Ordine della Corona ferrea", nel 1797 vi fu richiamato per insegnare filosofia morale e diritto naturale. Nello stesso anno, dopo la rivolta di Brescia e la cacciata dei funzionari veneziani, Tamburini fu invitato nella sua città natale per organizzare e reggere il nuovo Liceo appena creato dalle neonate istituzioni  repubblicane. Le lezioni, però, terminarono bruscamente con la discesa degli austro-russi in Italia all'inizio del 1799, quando il Liceo bresciano venne chiuso e così pure l'Università di Pavia. Tamburini si rifugiò quindi nella casa di campagna della Barona, nei pressi di Pavia, dove visse alcuni mesi in ristrettezze e difficoltà e dove fu anche molestato da una banda di sanfedisti guidata da don Andrea Filippi, capo della rivolta anti-francese in Valle Sabbia.
Dopo la battaglia di Marengo Tamburini, cui le autorità francesi erano riconoscenti per l'appoggio dato al nuovo regime, fu richiamato a Pavia nella riaperta Università, prima come docente di diritto naturale, e poi anche come direttore del Collegio Ghislieri. Anche le autorità austriache reinsediatesi dopo il 1815 non toccarono in alcun modo la figura ormai patriarcale dell'abate Tamburini, che continuò ad insegnare fino al 1817. Successivamente fu nominato da Francesco I d'Austria direttore e preside della facoltà politico-legale dell'Università di Pavia, incarico che mantenne fino alla morte, avvenuta per una febbre tifoide il 14 marzo 1827.

## Opere

### La "Storia generale dell'Inquisizione"
La principale opera dell'abate Tamburini è concordemente individuata nei quattro volumi (2383 pagine) della sua Storia generale dell'Inquisizione. Scritta tra il 1817 e il 1818 per reazione al perdurare dell'Inquisizione in Spagna ad opera di Ferdinando VII, l'opera fu tuttavia pubblicata solo postuma nel 1862 e subito inserita nell'Indice dei libri proibiti, in cui rimase fino al Concilio Vaticano II. Frutto di una riflessione illuministica e giansenista, la "Storia" si caratterizza per la decisa polemica contro il "culto reso al dolore" e la religiosità intesa come espiazione e penitenza. La trattazione spazia dall'indagine su inquisitori e inquisiti più celebri, come lo Jacob Sprenger del Malleus Maleficarum o il Gran maestro dell'Ordine templare Jacques de Molay, alla ricostruzione di processi celebrati a carico di personaggi minori, allo scopo di approfondire e analizzare le regole della macchina giudiziaria dell'Inquisizione, l'elenco dei reati su cui l'istituzione aveva competenza, le procedure istruttorie con le raffinate tecniche di interrogatorio, nonché le svariate forme e livelli di tortura cui potevano essere sottoposti gli accusati, fino all'ampio assortimento delle possibili pene.

### Tamburini e il cattolicesimo
A parte la Storia generale dell'Inquisizione, con circa una quarantina di opere edite, tra cui le Lettere teologico-politiche (1794), l'Ethica Christiana (4 volumi, 1783-88), il De fontibus Sacrae Theologiae (3 volumi, 1789) e le Praelectiones de Ecclesia Christi (4 volumi, postuma, 1845), l'abate Tamburini fu uno dei maggiori giansenisti italiani ed ebbe una forte influenza su buona parte del clero e della cultura teologica del suo tempo. Operando una vera e propria erosione del cattolicesimo controriformista, egli aprì a molte istanze di cambiamento all'interno della Chiesa, che poi avrebbero trovato spazio nel cattolicesimo liberale del XIX secolo, di cui l'abate rappresentò una figura di riferimento.